# AIPPI
Az AIPPI  (Association Internationale pour la Protection de la Propriété Intellectuelle) a szellemi tulajdon védelmére szerveződött nemzetközi egyesület, amelynek központja Zürichben, Svájcban található. Világszerte több mint száz országból, több mint 9000 tagja van. (Az egyesület neveként magyarul is a francia név rövidítése használatos.)
Az AIPPI olyan politikailag semleges, nonprofit egyesület, amely a szellemi tulajdon mindenféle formájának a védelmét támogatja nemzeti és nemzetközi szinten. Az AIPPI nemzeti csoportjainak  a tagjai olyan személyek, akik érdeklődnek a szellemi tulajdon védelme iránt, leginkább ezen a szakterületen dolgozó szabadalmi ügyvivők, jogászok, ügyvédek és jelentős szellemi tulajdonnal rendelkező vállalkozások.

## Székhelye
Tödistrasse 16, 8002 Zürich, Svájc

## Története
Az AIPPI története 1897-ig nyúlik vissza.
1883-ban jött létre az iparjogvédelem alapvető nemzetközi egyezménye, Párizsi Uniós Egyezmény és hamarosan megkezdődött a szervezése egy nemzetközi egyesületnek, az iparjogvédelem területén működő legkiválóbb jogtudósok és gyakorlati szakemberek bevonásának igényével.
Az AIPPI alakuló ülésére  1897. május 8-án került sor Brüsszelben. 1897 októberében az AIPPI már az első kongresszusát tartotta Bécsben; az ezt követő eseményeknek már Budapest adott otthont. Az AIPPI éves közgyűléseket tartott, amíg 1914-ben ezt a folyamatot az első világháború kitörése félbe nem szakította.
Az első világháború után az AIPPI 1925-től folytatta tevékenységét. Eugen Blum svájci szabadalmi ügyvivő vezetésével, az AIPPI tevékenységének centruma Svájcba tevődött át.
A második világháború következtében az AIPPI tevékenysége másodszor is félbeszakadt, 1938 és 1946 között.
A második világháború után az AIPPI már nem csupán a nyugat-európai országokat foglalta magában, hanem Kelet-Európát, Észak-, Közép- és Dél-Amerikát, szinte a teljes Ázsiát (beleértve a kínai, japán és dél-koreai nemzeti csoportokat), tovább Ausztráliát, Új-Zélandot és Afrika jelentős részét is.
Az AIPPI centenáriumát Bécsben és Budapesten ünnepelte 1997-ben.

## Az AIPPI Magyar Csoportja
A Magyar Csoport (akárcsak az AIPPI egésze) politikailag semleges, nonprofit egyesület.